# Heidi Liehu

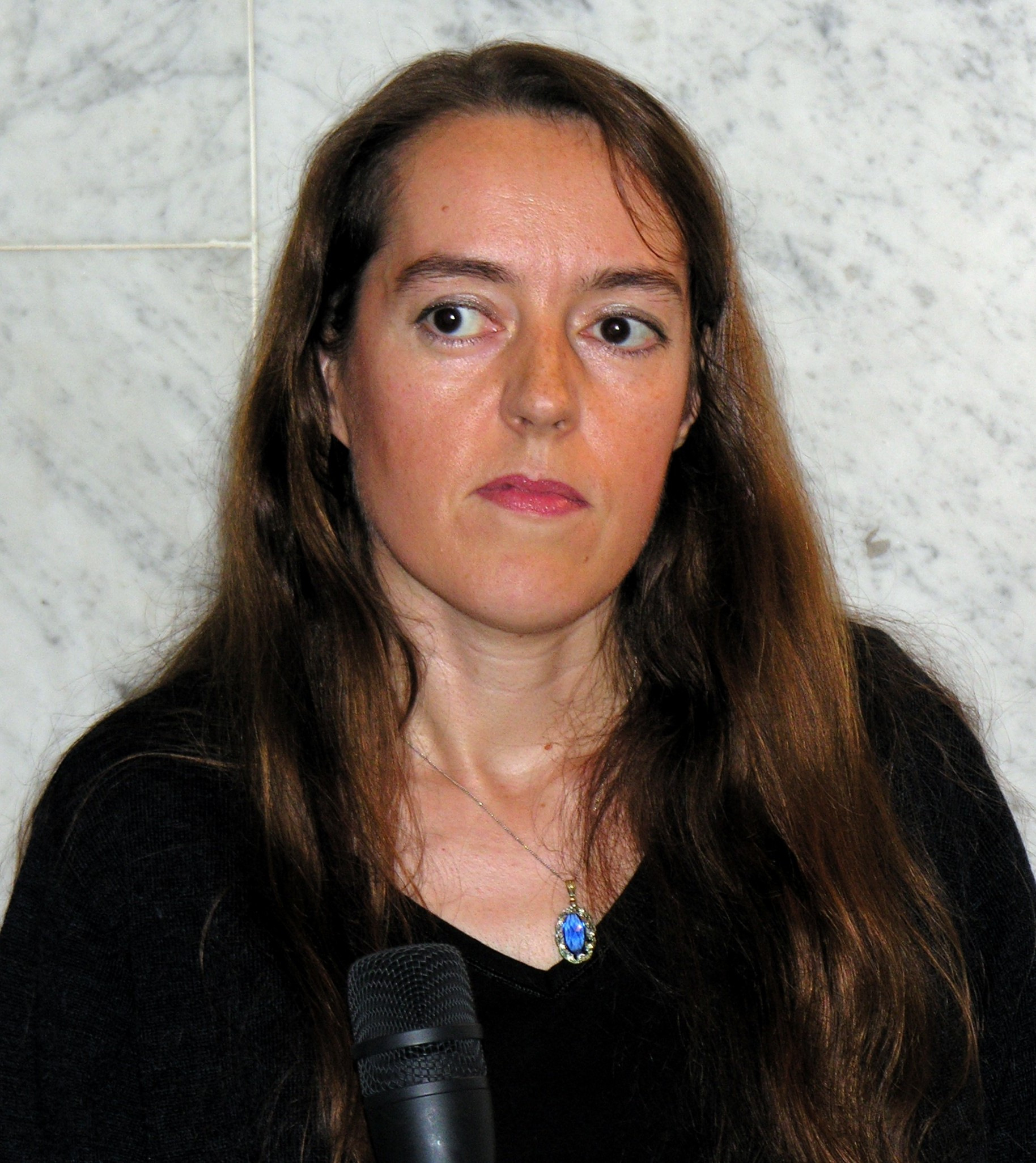
Heidi Liehu.

Heidi Irene Liehu, född 17 augusti 1967 i Helsingfors, är en finländsk författare och filosof. Hon är dotter till Rakel Liehu. 
Lehu blev filosofie doktor 1990 på en avhandling om Søren Kierkegaard och docent i teoretisk filosofi vid Helsingfors universitet 1992. Hon debuterade som lyriker med Meillä on silmät (1990), som följts av en rad böcker, där existentiella frågor vävs in i ett lyriskt flöde. Bland hennes arbeten märks Rakkaus Pariisissa (2000) och Ihminen ja terroristi (2004).